# Cantonul Nonancourt
Cantonul Nonancourt este un canton din arondismentul Évreux, departamentul Eure, regiunea Haute-Normandie, Franța.

## Comune
| Comune                     | Populație (1999) | Cod poștal | Cod INSEE |
| -------------------------- | ---------------- | ---------- | --------- |
| Acon                       | 407              | 27570      | 27002     |
| Breux-sur-Avre             | 293              | 27570      | 27115     |
| Courdemanche               | 479              | 27320      | 27181     |
| Droisy                     | 344              | 27320      | 27206     |
| Illiers-l'Évêque           | 890              | 27770      | 27350     |
| Louye                      | 176              | 27650      | 27376     |
| La Madeleine-de-Nonancourt | 1 163            | 27320      | 27378     |
| Marcilly-la-Campagne       | 705              | 27320      | 27390     |
| Mesnil-sur-l'Estrée        | 1 031            | 27650      | 27406     |
| Moisville                  | 185              | 27320      | 27411     |
| Muzy                       | 694              | 27650      | 27423     |
| Nonancourt                 | 2 320            | 27320      | 27438     |
| Saint-Georges-Motel        | 950              | 27710      | 27543     |
| Saint-Germain-sur-Avre     | 1 128            | 27320      | 27548     |